# Boskapsön
Boskapsön är en 0,29 km² stor ö i Stockholms skärgård, cirka 300 meter öster om Nämdö vid Nämdö böte. Den ligger i Nämdö socken, Värmdö kommun och Södermanland. 

## Historia
År 1863 byggdes ett torp under Östanviks gård på Boskapsön som innan dess bara använts för bete och slåtter. 1906 köptes Boskapsön tillsammans med Rågskärsarkipelagen av skofabrikören Gustav Pott. Pott behöll Boskapsön när han sålde Rågskär till Torsten Kreuger. Efter Gustav Potts död såldes ön till Skärgårdsstiftelsen.

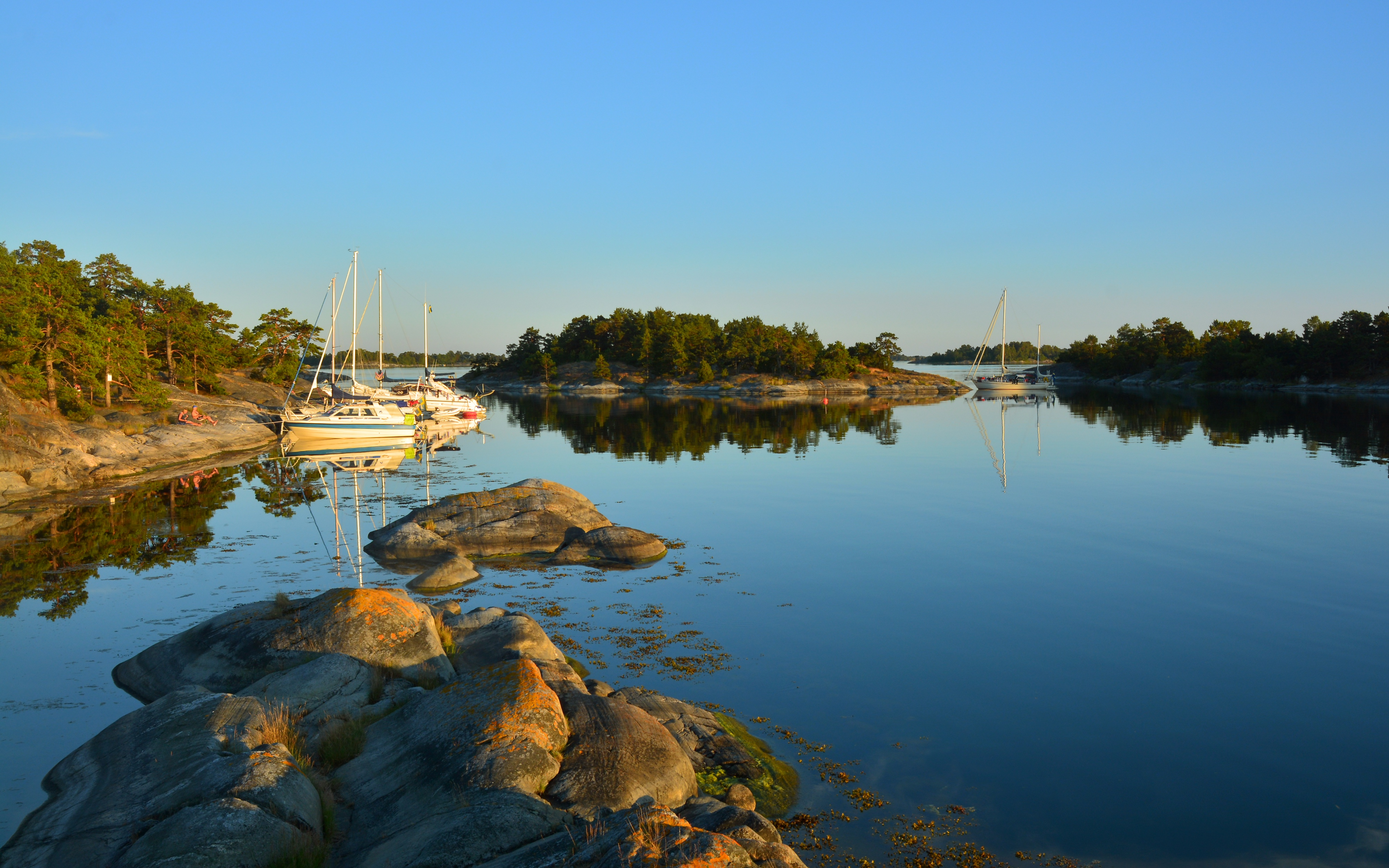
Naturhamnen på öns södra del.

## Natur
Ön består huvudsakligen av hällmarksskog, men en sprickdal med ängsmark går genom ön i nord-sydlig riktning. På båda sidor om dalen finns klipphällar på upp till 20 m ö.h. Vid öns södra del vid Söderängsviken finns en naturhamn och skärgårdsmaja.
Boskapsön är naturreservat som också omfattar fyra omgivande småöar, dock ej Tallkobben.